# Calicnemia eximia
Calicnemia eximia är en trollsländeart som först beskrevs av Selys 1863.  Calicnemia eximia ingår i släktet Calicnemia och familjen flodflicksländor. IUCN kategoriserar arten globalt som livskraftig. Inga underarter finns listade i Catalogue of Life.